# کاوشگر ایکاروس
کاوشگر ایکاروس (کایت میان‌سیاره‌ای شتاب‌گرفته توسط تابش خورشید) (به انگلیسی: IKAROS)، یک کاوشگر فضایی آزمایشی، ساختهٔ آژانس پژوهش‌های هوافضای ژاپن است. این کاوشگر در ۲۱ ماه مه ۲۰۱۰، سوار بر یک راکت H-IIA، همراه با کاوشگر آکاتسوکی (کاوشگرِ بررسی آب و هوای ناهید) و چهار کاوشگر کوچک دیگر به فضا پرتاب شد. ایکاروس اولین فضاپیمایی است که تکنولوژی بادبان خورشیدی را در فضای میان‌سیاره‌ای با موفقیت به نمایش می‌گذارد.
در ۸ دسامبر ۲۰۱۰، ایکاروس از کنار ناهید در ارتفاع ۸۰۸۰۰ کیلومتری (۵۰۲۰۰ مایلی) رد شد و با موفقیت مأموریت برنامه‌ریزی شده را کامل کرد و وارد مرحلهٔ عملیات تمدیدشده (extended operation) شد.